# Abigail Spears
Abigail Spears (San Diego, California, 12 de julho de 1981) é uma ex-tenista profissional estadunidense.

## Doping
Em 6 de fevereiro de 2020, Spears foi suspensa pela Federação Internacional de Tênis depois que seus exames deram positivo para as substâncias prasterona e testosterona, durante o US Open de 2019. A veterana tenista já estava proibida de jogar provisoriamente desde 7 de novembro de 2019. A punição durará 22 meses. Ela poderá voltar em 6 de setembro de 2021.

## Finais de Grand Slam

### Duplas Mistas: 2 (2 vices)
| Posição | Ano  | Campeonato | Piso | Parceira          | Oponentes                    | Placar           |
| ------- | ---- | ---------- | ---- | ----------------- | ---------------------------- | ---------------- |
| Vice    | 2013 | US Open    | Duro | Santiago González | Andrea Hlaváčková Max Mirnyi | 6–7(5–7), 3–6    |
| Vice    | 2014 | US Open    | Duro | Santiago González | Sania Mirza Bruno Soares     | 1–6, 6–2, [9–11] |

## Premier Mandatory/Premier 5 finais

### Duplas: 3 (2 títulos, 1 vice)
| Posição | Ano  | Campeonato | Piso | Parceira          | Oponentes                         | Placar        |
| ------- | ---- | ---------- | ---- | ----------------- | --------------------------------- | ------------- |
| Vice    | 2012 | Doha       | Duro | Raquel Kops-Jones | Liezel Huber Lisa Raymond         | 3-6, 1-6      |
| Campeã  | 2012 | Tóquio     | Duro | Raquel Kops-Jones | Anna-Lena Grönefeld Květa Peschke | 6-1, 6-4      |
| Campeã  | 2014 | Cincinnati | Duro | Raquel Kops-Jones | Tímea Babos Kristina Mladenovic   | 6-1, 2-0 ret. |

## Finais WTA

### Simples: 1 (1 vice)
| Campeã — Legenda                             |
| -------------------------------------------- |
| Grand Slam (0–0)                             |
| Olimpíadas (0-0)                             |
| WTA Tour (0–0)                               |
| Tier I / Premier Mandatory & Premier 5 (0–0) |
| Tier II / Premier (0–0)                      |
| Tier III, IV & V / International (0–1)       |

| Posição | N. | Data             | Torneio                        | Piso | Oponente      | Placar        |
| Vice    | 1. | Novembro 7, 2004 | Bell Challenge, Québec, Canadá | Duro | Martina Suchá | 5–7, 6–3, 2–6 |